# Полевые лилии (фильм, 1963)
«Полевые лилии» (англ. Lilies of the Field) — фильм режиссёра Ральфа Нельсона, выпущенный в 1963 году. В основу фильма лёг одноимённый роман Уильяма Эдмунда Барретта.

## Сюжет
Молодой афроамериканец Гомер Смит, путешествующий по пустынной местности где-то в Аризоне, в поисках воды для своего автомобиля заезжает на ферму, где живут несколько монахинь. Возглавляющая их мать Мария обращается к Смиту, называя его на немецкий манер Шмидтом, и приказным тоном требует от него помощи. Удивлённый таким отношением афроамериканец уезжает, но через некоторое время возвращается и соглашается за плату один день поработать для сестёр. Починив по просьбе последних крышу, он выставляет счёт, но мать Мария, не обращая на это никакого внимания, приглашает героя на ужин. В ходе последующей беседы Гомер узнаёт, что женщины приехали из Германии, Австрии и Венгрии, специально для служения церкви, и с английским у них проблемы. Он начинает их учить языку по-своему, без помощи граммофона, что вызывает радость у сестёр.
Поняв затем, что мать Мария и не собирается ему платить ни цента, Гомер сообщает об отъезде, но женщина показывает ему рисунок и сообщает, что хочет вместе с ним построить церковь. Вынудив удивлённого героя начать работы, она удаляется. Вечером, пытаясь убедить друг друга в своей правоте, Мария и Смит начинают обмениваться цитатами из Библии, и в ответ на слова Гомера о том, что он беден и не может просто так работать, женщина заставляет его прочесть отрывок из Евангелия от Матфея (6:27—33) о полевых лилиях. Замолчавшему герою мать Мария сообщает, что завтра он должен отвезти их на католическую мессу в город, иначе им придётся это делать пешком. Гомер баптист, но он отвозит женщин в город, надеясь перекусить там, ибо питание на ферме весьма и весьма скудное.
Приехав в городок, он видит перед собой отца Мёрфи и передвижную церковь. Зайдя в местное кафе, Смит от хозяина по имени Хуан узнаёт о том, что женщины приехали из Восточной Европы, из-за Стены, после того как им отдал землю местный фермер. Затем уже от отца Мёрфи он узнаёт, что мать Мария всем рассказала о планах на строительство церкви.
Когда по приезде женщины собираются возле дома и начинают петь, Гомер подходит послушать, а затем, в ответ на просьбу спеть что-нибудь, соглашается и просит сестёр помочь ему с припевом. Вместе они исполняют песню «Amen» Джестера Хейрстона.
На следующее утро Смит отвозит женщин, желающих попросить местного строительного подрядчика мистера Эштона помочь со стройматериалами, в городок Норфолк. Заметив строительную технику, Гомер, нуждаясь в средствах для нормального пропитания, предлагает свои услуги Эштону, на что тот отвечает согласием. Вернувшись на ферму, Смит даёт согласие на постройку церкви, сообщив матери Марии, что материалов нужно намного больше, чем имеется. В ответ женщины начинают коллективно писать письма в различные благотворительные организации с просьбами о помощи. Два раза в неделю отлучаясь в город для работы, Смит, кроме прочего, покупает угощения и для сестёр. На очередной мессе героя представляют местным жителям и рассказывают об идущем строительстве. Но вот стройматериалы заканчиваются, вместо помощи приходят одни отказы, и Гомер не выдерживает, обвиняя во всём мать Марию. Сравнив её действия с Гитлером, он уезжает.
Проходят недели, жизнь сестёр постепенно возвращается в прежнее русло, но во время очередной пешей прогулки на мессу их подбирает Смит. Гордые, они прибывают на службу. Постепенно, прослышав о начавшейся работе, к месту строительства стягиваются местные верующие, каждый помогает, чем может — строительными материалами или предлагая свои услуги. Гомер, желавший когда-то сам стать архитектором, но упустивший шанс, с ревностью относится к попыткам местных подключиться к процессу, утверждая, что и один сможет закончить строительство. Со временем он сдаётся и соглашается на помощь. Сдаётся и Эштон, который привозит для постройки машину прекрасного кирпича. В конце постройки Смит сам водружает крест на крыше церкви и пишет свои имя и фамилию на цементе в его основании. Прибывает отец Мёрфи и, удивлённый, благодарит Смита и сестёр за всё.
Вечером Гомер даёт прощальный урок английского для сестёр, пытаясь с помощью разучиваемых фраз заставить их признать, что это он построил церковь. Затем он затягивает ту самую песню, «Amen», женщины подхватывают, и пока длится пение, Гомер Смит незаметно покидает их дом. Лишь потрясённая мать Мария замечает его уход и отъезд, но ничего не предпринимает на этот раз, чтобы остановить героя.

## В ролях
| Актёр             | Роль              |
| ----------------- | ----------------- |
| Сидни Пуатье      | Гомер Смит        |
| Лилия Скала       | мать Мария        |
| Лиза Манн         | сестра Гертруда   |
| Айза Крино        | сестра Агнес      |
| Франческа Джарвис | сестра Альбертина |
| Памела Бренч      | сестра Элизабет   |
| Дэн Фрэйзер       | отец Мёрфи        |

## Награды и номинации
| Год  | Премия                              | Категория                                                                 | Имя           | Результат |
| ---- | ----------------------------------- | ------------------------------------------------------------------------- | ------------- | --------- |
| 1964 | Оскар                               | Лучшая мужская роль                                                       | Сидни Пуатье  | Победа    |
| 1964 | Оскар                               | Лучшая женская роль второго плана                                         | Лилия Скала   | Номинация |
| 1964 | Оскар                               | Лучшая операторская работа                                                | Эрнест Галлер | Номинация |
| 1964 | Оскар                               | Лучший фильм                                                              | Ральф Нельсон | Номинация |
| 1964 | Оскар                               | Лучший адаптированный сценарий                                            | Джеймс По     | Номинация |
| 1965 | BAFTA                               | Лучший иностранный актёр                                                  | Сидни Пуатье  | Номинация |
| 1963 | Берлинский кинофестиваль            | Серебряный медведь за лучшую мужскую роль                                 | Сидни Пуатье  | Победа    |
| 1963 | Берлинский кинофестиваль            | Interfilm Award                                                           | Ральф Нельсон | Победа    |
| 1963 | Берлинский кинофестиваль            | OCIC Award                                                                | Ральф Нельсон | Победа    |
| 1963 | Берлинский кинофестиваль            | Приз юношеского кинематографа — особое упоминание за лучший игровой фильм | Ральф Нельсон | Победа    |
| 1963 | Берлинский кинофестиваль            | Золотой медведь                                                           | Ральф Нельсон | Номинация |
| 1965 | Blue Ribbon Awards                  | Лучший фильм на иностранном языке                                         | Ральф Нельсон | Победа    |
| 1964 | Directors Guild of America Award    | Лучший режиссёрский вклад в игровое кино                                  | Ральф Нельсон | Номинация |
| 1964 | Золотой глобус                      | Лучшая мужская роль (драма)                                               | Сидни Пуатье  | Победа    |
| 1964 | Золотой глобус                      | Best Film Promoting International Understanding                           |               | Победа    |
| 1964 | Золотой глобус                      | Лучший фильм — драма                                                      |               | Номинация |
| 1964 | Золотой глобус                      | Лучшая женская роль второго плана                                         | Лилия Скала   | Номинация |
| 1964 | Премия Гильдии сценаристов США      | Лучший сценарий для американской комедии                                  | Джеймс По     | Победа    |
| 1963 | Национальный совет кинокритиков США | Лучшие десять фильмов                                                     |               | Победа    |